# Земо-Накалакари
Земо-Накалакари (груз. ზემო ნაქალაქარი) — село в Грузии, на территории Тианетского муниципалитета края (мхаре) Мцхета-Мтианети.

## География
Село находится в центральной части Грузии, к западу от реки Иори, на расстоянии приблизительно 18 километров (по прямой) к юго-юго-востоку от посёлка городского типа Тианети, административного центра муниципалитета. Абсолютная высота — 1105 метров над уровнем моря.

## Население
По результатам официальной переписи населения 2014 года в Земо-Накалакари проживал 161 человек (84 мужчины и 77 женщин). В национальной структуре населения грузины составляли 100 %.
| Год  | Население, человек |
| ---- | ------------------ |
| 2002 | 250                |
| 2014 | ↘ 161              |